# 요하네스 디크만
요하네스 다크만(독일어: Johannes Dieckmann, 1893년 1월 19일 피셔후데 ~ 1969년 2월 22일 베를린)은 독일의 기자이자, 정치인이다.